# 人形峠
人形峠（にんぎょうとうげ、英：Ningyo Pass）は、岡山県苫田郡鏡野町上齋原と鳥取県東伯郡三朝町木地山との間に位置し、両県の県境を成す峠。峠付近に設置されている四等三角点「人形峠」の標高は740.20mである。

## 概要
人形峠は、鳥取県中央部の倉吉平野と岡山県の津山盆地をつなぐ峠である。峠の頂上は中国山地の人形仙と、その東側にある伯州山の間に連なる稜線の鞍部にあり、四等三角点の「人形峠」（標高740.20メートル）が置かれている。
峠の西側（鳥取県側）は天神川本流の上流部の支川である加谷川の源流が迫り、急峻である。一方、東側（岡山県側）には吉井川水系の池河川があり、標高700～850メートルにかけて緩やかな高清水高原を形成している。この高原には日本原子力研究開発機構の人形峠環境技術センターの敷地が広がっている。周辺ではかつて天然ウランの採掘や精錬が行われていた。
峠を抜ける国道179号（津山街道）は、もとは県道として整備された道で、1899年（明治32年）に開通した。当時はトンネルではなく、実際に峠越えが行われていた。現在の人形トンネルは1981年（昭和56年）に開通した。人形トンネル開通以前は「打札越」（異名四ツ筋）と呼ばれていた。
人形峠付近では、春にはたくさんのヤマボウシがみられ、夏はキャンプ、秋は紅葉狩り、冬は温泉やスキーなどでにぎわう。

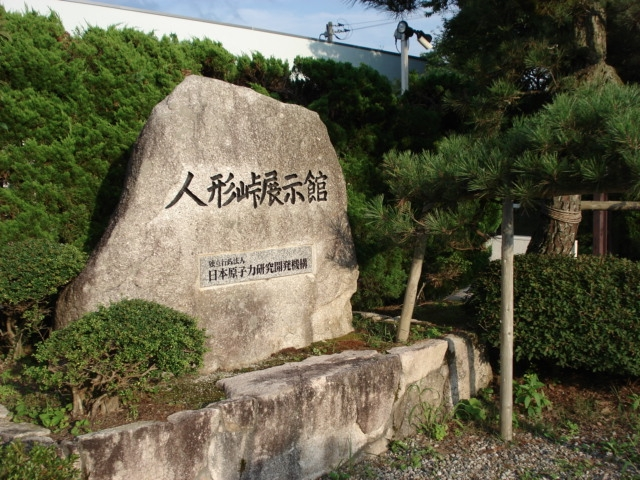
人形峠展示館の碑
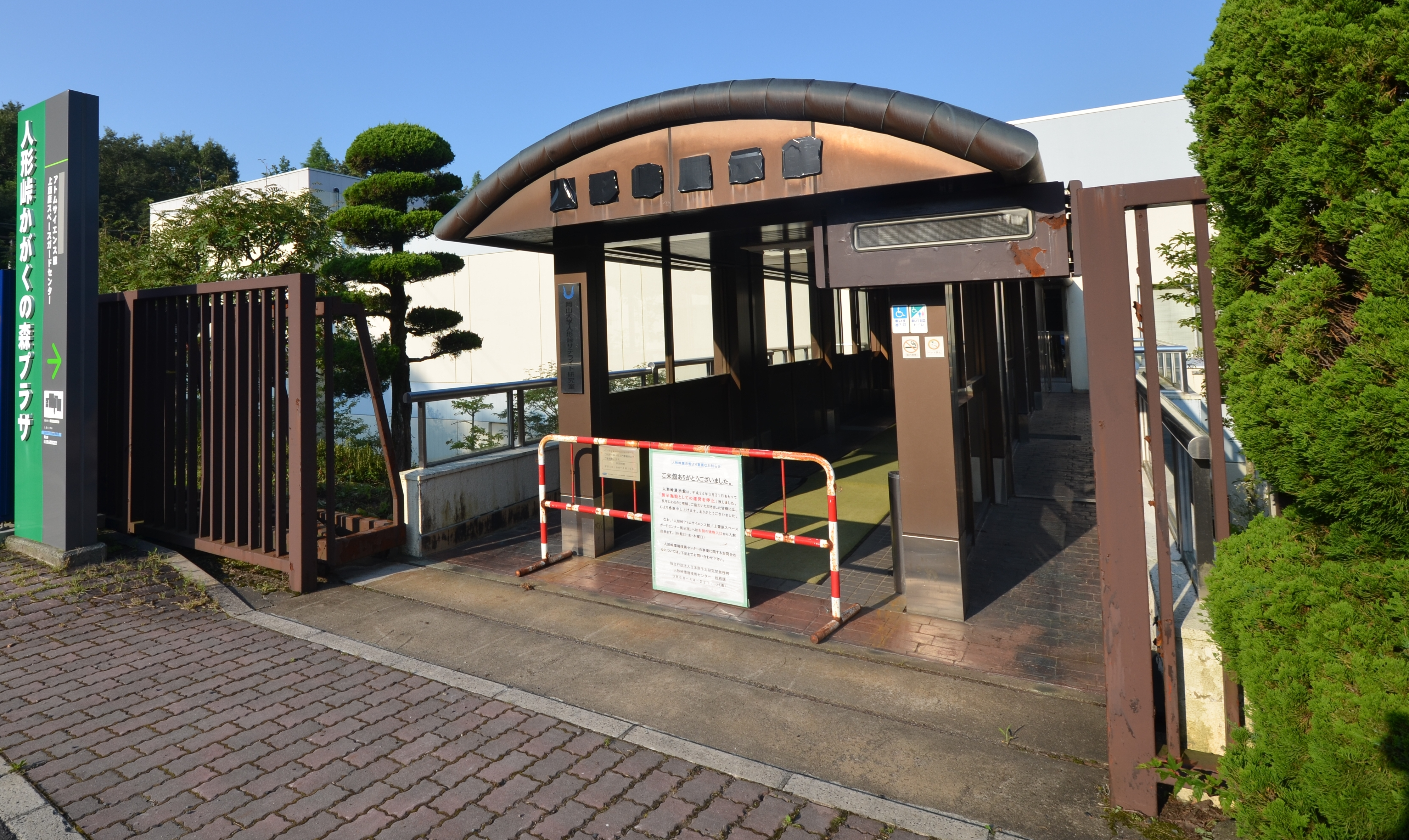
人形峠かがくの森プラザ

## 地名

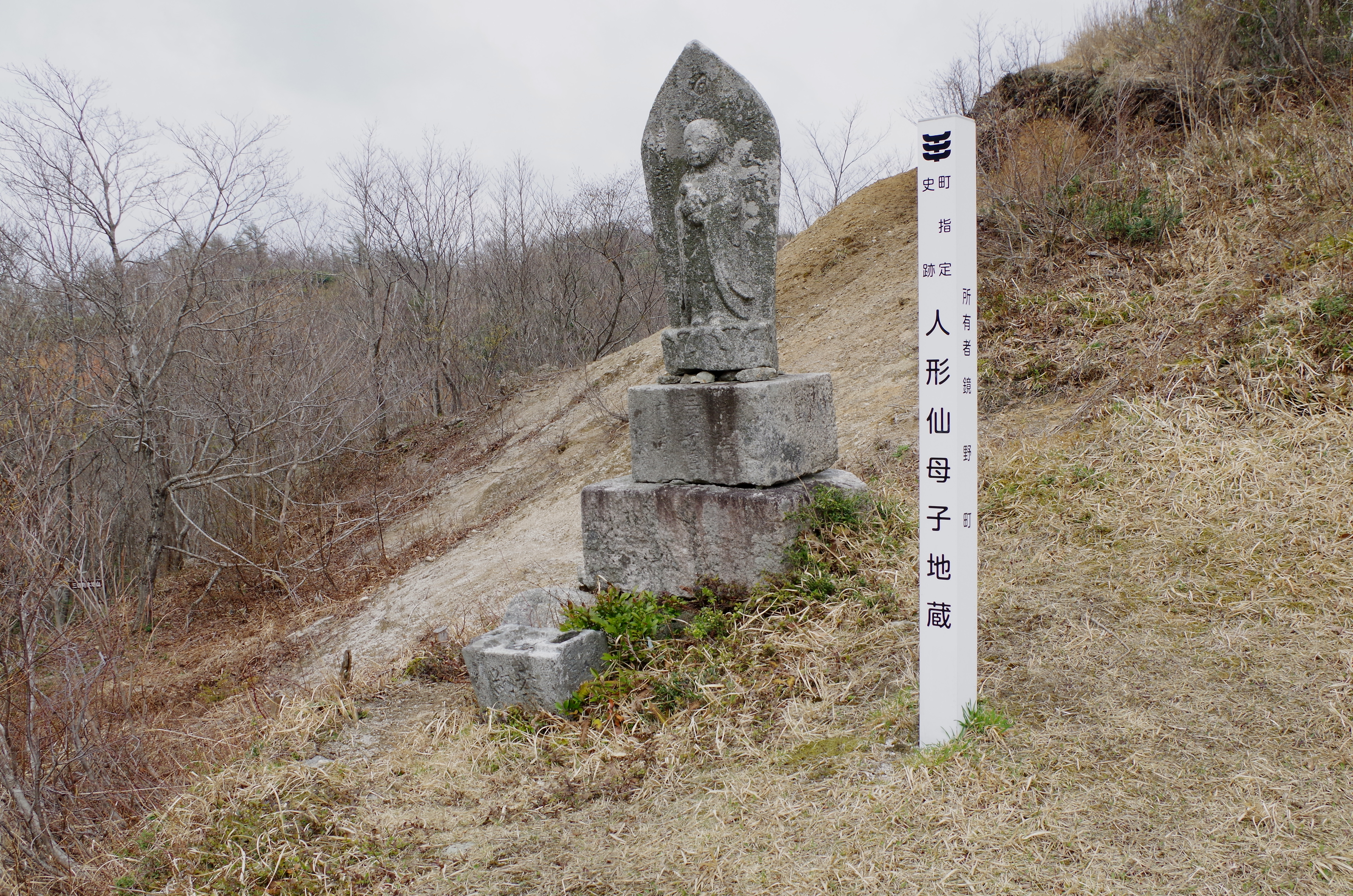
人形仙母子地蔵

上述のとおり、人形峠はかつて打札越と呼ばれていた峠であり、江戸時代には打札越（人形峠）の西に位置する人形仙越（人形仙峠）が主要なルートであった（詳細は#津山往来参照）。江戸時代の地誌『伯耆民談記』には、人形仙越の名称の由来に関して次の伝承が記録されている。
峠にはかつて、巨大な蜘蛛がいて、峠を越えようとする旅人を捕食していた。

あるとき、これを退治しようとするものがおり、木偶の囮を用意し、これを峠に設置すると、大蜘蛛が囮に襲いかかった。

その隙に大蜘蛛を弓矢で射殺し、見事に退治することができた。

以来、この峠を「人形山」と呼ぶようになった。
『鳥取県大百科事典』では、人形を藁人形とする。人形峠環境技術センターのウェブサイトや、岡山県環境文化部環境企画課の資料では、旅人を襲うのは巨大な蜂になっており、ある僧が村人に人間にそっくりな人形を峠に建てると良いと話したので、村人が人形を峠に建てると3日後に蜂は亡くなっており、村人が峠に人形を埋めて守り神としたことに由来するとしている。
また、人形仙越の名称の由来については、上記とは異なる伝承もある。
母と小さい娘が峠で霧のためはぐれてしまった。

霧の中、母は娘を探すが見つからない。

霧が晴れると、女の子に似た人形が1体あるだけだった。
かつての人形仙越には、この母娘の供養のために建立されたと伝えられる「文化戊辰年（1808年）六月吉日」の銘のある母子地蔵が残っており、鏡野町の史跡に指定されている。

## 歴史

### 陰陽連絡路

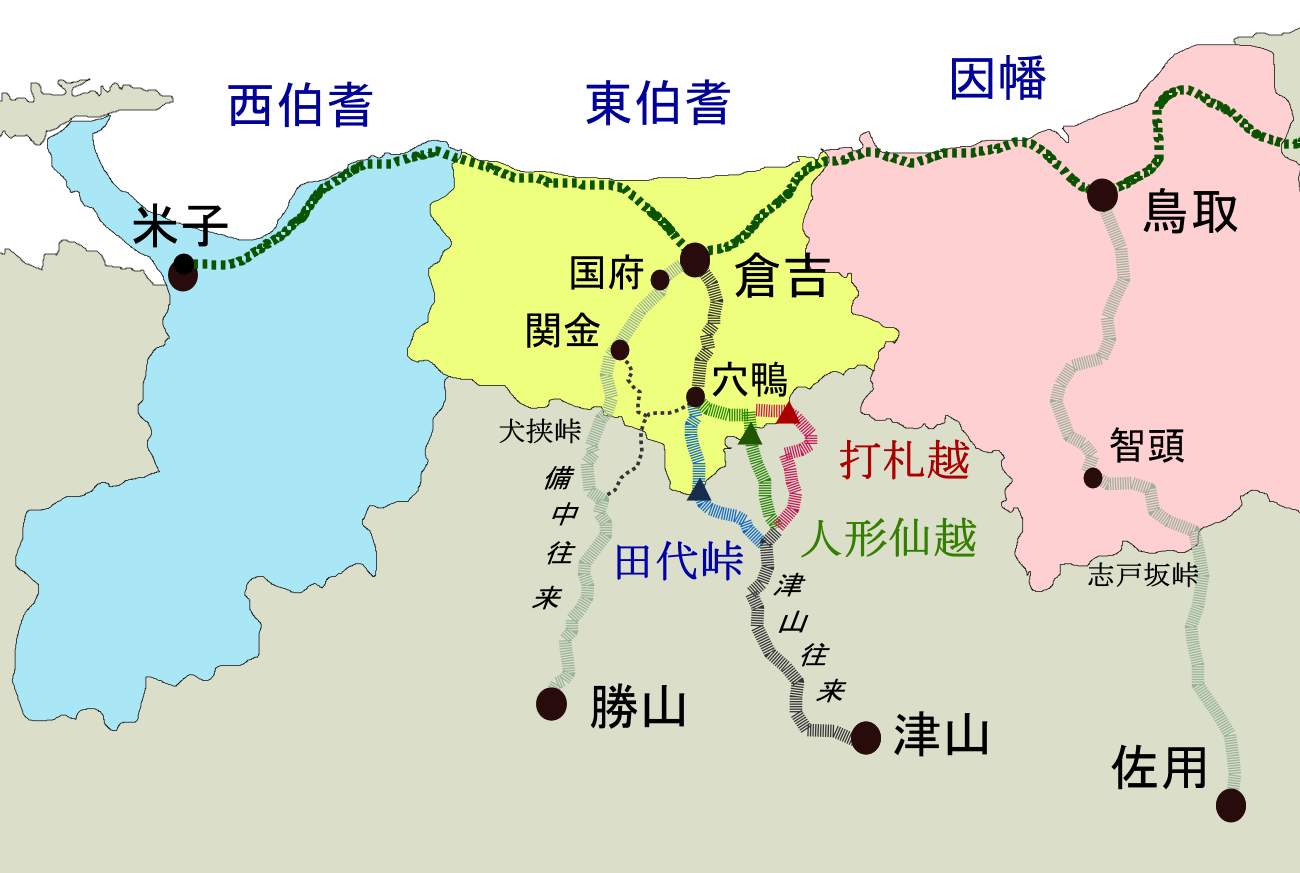
鳥取県と津山往来の略図

伯耆国の東部では、天神川水系の小鴨川の支流国府川の流域に古代から国府がおかれていた。これらの地域や小鴨川・国府川の中下流では縄文時代から弥生時代の住居跡遺跡が散在し古い時代から定住があったが、他の地域との交流は日本海の海路によって行われていたと考えられている。また、律令制が行き渡る奈良時代には、日本海側を東西に縦断して京都へ至る山陰道が整備された。
一方、山陰と山陽を南北に横断する陰陽連絡路としては、因幡国の智頭と播磨国の佐用を結ぶ志戸坂峠、小鴨川上流から蒜山を越えて勝山に至る犬挟峠が拓かれていた。このうち犬挟峠は、後に拓かれる他の陰陽連絡路と較べても道中が平坦で、峠の標高も低いことから盛んに利用されており、備中往来と呼ばれるようになった。

### 津山往来
江戸時代になると、現在の国道179号の原型となる津山往来 が整備されるようになった。倉吉から天神川の本流 に沿ってさかのぼり、いくつかの川が合流する穴鴨村（現在の三朝町の一部）に宿場が設けられた。
穴鴨からは川筋に沿っていくつかの道に分かれるが、そのうち「津山往来」としては3つのルートが拓かれた。西から順に、「田代越」のルート、「人形仙越」のルート、「打札越」のルートがあるが、現代の「人形峠」に相当するのは一番東の「打札越」のルートである。
田代越ルートは、天神川支流の田代川沿いに若杉山の北麓から田代越（田代峠、別名「長谷越」）を越えていくものである。
人形仙越は、加谷川沿いに人形仙の北麓から人形仙越を越えていくものである。このルートは津山への最短距離で、江戸時代には最も往来が多かったが、極めて険路で人が通るのがやっとだった。特に鳥取県側は急坂で「胸突道」と渾名されていた。
打札越は、穴鴨から加谷川をさかのぼって打札越（現在の人形峠）を越えていくものである。打札越は牛馬の通行も可能だったが、遠回りであるため脇道扱いだった。

### 明治以降の変遷
明治時代になると、最初に田代越のルートが整備された。明治10年代に、山陰と山陽を結ぶルートとして大改修が行われ、人形仙越よりも3里（約12キロメートル）ほど距離が短縮され、往来の行程が2時間あまり節約できるようになった。この結果、田代峠のルートは毎日100人あまりが通る重要な陰陽連絡路となった。とはいえ、1885年頃（明治18年）の文献によればこの道は幅4尺（約1.2メートル）、馬が通れるのは2尺（約60センチメートル）ほどで、杖がなくては歩けないほど道路は「険悪」とされている。なお、このルートは現在の岡山県道・鳥取県道116号羽出三朝線に相当するが、この県道は2014年現在全通していない。
次いで整備されたのが打札越のルートで、1899年（明治32年）に県道倉吉津山線（現在の国道179号の前身）が整備され、車両の通行が可能になった。ただし、当時はまだ「人形峠」との呼称はなかった。車が通ることが一応可能とはいえ、このルートも峠では道幅も狭く、坂は急峻でカーブも激しく、冬は雪や凍結で通行が困難だった。1912年（明治45年）に山陰本線が全通すると、山陰と山陽の往来の手段は鉄道が主流になり、これらの峠越えルートは廃れてしまった。
ところが、太平洋戦争後の1954年（昭和29年）になって、天神川本流や三徳川の上流域でウラン鉱が見つかるようになり、本格的な調査の結果、1955年（昭和30年）11月12日に県道倉吉津山線の頂上付近でウラン鉱の露頭が発見された。当時は日本中でウラン鉱の探索が行われており、この鉱山が当初の見立て以上に有望そうであることが伝えられると一躍注目を集めることになった。このときに鉱山は「人形峠ウラン鉱」と命名され、旧来の打札越もこれ以来、「人形峠」と呼ばれるようになった。発見地点には現在「ウラン鉱床露頭発見の地」の碑が設置されている。
鉱山の開発とともに、県道には峠を越えて倉吉と津山を結ぶバス便が通るようになった。峠の岡山県側に広がる高清水高原は観光地として開発が始まり、ウラン採掘と精錬を行う原子燃料公社（現・日本原子力研究開発機構）の施設も建設された。1963年（昭和38年）には県道が二級国道179号に昇格し、さらに1981年（昭和56年）には峠付近の難路をバイパスするための人形峠トンネルが開通した。人形峠トンネルは両県の標高600メートル付近を結び、全長1,865メートル、総事業費は32億円あまりだった。これと前後して中国自動車道が開通しており、国道179号は鳥取県中央部と山陽・近畿地方を接続する重要路として交通量も増えたが、バイパス化によって峠の頂上付近には一般車の通行は激減した。

## 地質

### 人形峠層
2億4000万年前（中生代初期）に、本州造山運動と呼ばれる地殻変動が進行し、現在の日本列島に相当する地域が陸地化した。西日本では火山活動が活発になり、7000万年～3500万年前には中国地方の地下広くでマグマが上昇した。このマグマは地下で冷えて固まり、花崗岩（鳥取花崗岩）が形成された。この時の花崗岩は磁鉄鉱を多く含んでおり、のちに山陰のたたら製鉄の原材料になった。このあと、陸地全体が隆起したが、侵食を受けて地下の花崗岩が露出した。
このあと、鳥取県全域を含めて中国地方の広範な地域が、数千万年をかけて沈降し、海に没した。海中では火山の噴出礫や泥砂が堆積した。
約700万年前（新第三紀末期）頃から、海底にあった地域が再び隆起をはじめた。これによって中国山地が形成されるが、限られた地域だけが窪地になって堆積盆と呼ばれる水域（人形峠湖盆や古人形谷と呼ばれる）になった。鳥取県下では、三徳山周辺（三朝湖盆）と人形峠周辺で、窪地が水域になった。他の地域では、火山活動に由来する土壌の堆積と侵食が進んだが、この水域では谷底・湖底で泥砂が堆積した。こうして人形峠付近で形成された地層を人形峠層という。人形峠層は、人形峠付近から、高清水高原、恩原高原、辰己峠一帯に分布している。なお、三徳山周辺のものは三徳層と称する。
人形峠層は概ね数メートルの厚さがあるが、局地的には20メートルから30メートルの厚さを形成している。花崗岩の基盤上に、基底礫岩、アルコース砂岩、頁岩の順に積層している。このうち、底部の基底礫岩層やアルコース砂岩層は人形石に代表されるウラン鉱を含み、頁岩層には植物化石を多く含んでいる。

### 人形峠化石植物群

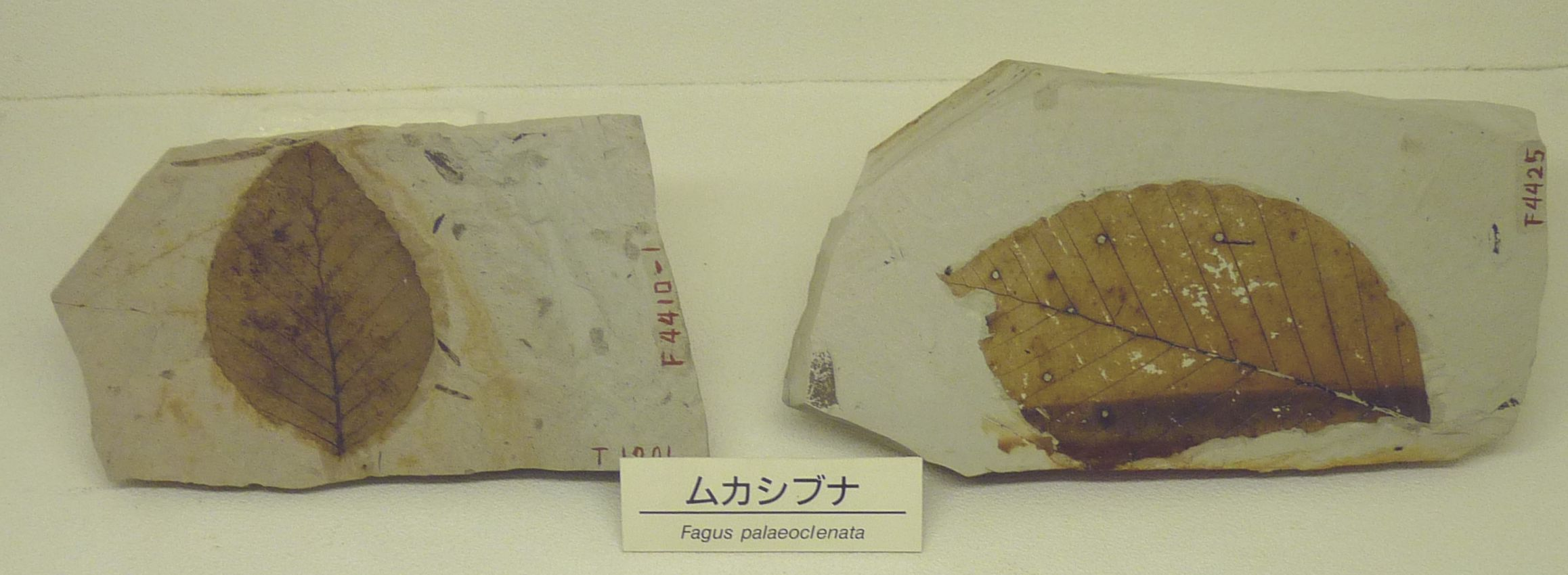
ムカシブナの化石

人形峠周辺からは、新第三紀の植物の化石がまとまって出土し、人形峠化石植物群と呼ばれている。発見されるのは約400万年～1000万年前（鮮新世前期～中新世）の植物の化石で、18科25種に至る。大半はブナ（ムカシブナ,Fagus stuxbergii）の化石で、現在の大山付近のブナ林と近い植生を示しており、当時付近が冷涼な気候であったことを示していると考えられている。
人形峠層の辺縁部にあたる人形峠付近と辰己峠付近が化石植物群落の代表地である。ほかにも三徳山周辺の三徳層辺縁部でも同時代の化石群が見出される。

### 人形石
人形峠層のエリアには、川ができて古い花崗岩を侵食した。この花崗岩には微量のウランが含まれており、これがウラン溶液となって溶け出し、古人形谷の川底で堆積した。このウランを含む川底の砂が砂礫岩をつくり、人形峠周辺に高品位のウラン鉱を含む鉱床ができた。その代表を人形石（にんぎょういし、Ningyoite、(U,Ca,Ce)2(PO4)2?1?2H2O）と呼ぶ。人形石は日本で初めての本格的なウラン鉱石であり、資源価値を有する最も重要なウラン鉱物とされている。
人形石の理想式はCaU(PO4)2?nH2O（n=1～2）であるが、実際にはセリウムなどいくらかの希土類元素を含んでいる。黒色の粉状・微細柱状の新鉱物である。
人形峠付近のウラン鉱床は、古人形谷と、小鹿川や加茂川の上流に散在している。特に古人形谷では、人形峠と辰己峠にはさまれた東西10キロメートル、南北5キロメートルの範囲にいくつもの鉱床が発見されている。
これらの鉱床の中でも、特に有望なのが古人形谷の最上流端にある人形峠付近の鉱山で、人形峠鉱山と命名されている。ここでは、0.052%の品位を有する370万トンのウランが確認されている。
1次鉱石である人形石は鉱床の非酸化帯に分布し、黄鉄鉱、石膏や有機物とともに産出する。これが地下水に曝されて酸化すると、2次鉱石として燐灰ウラン石になり、褐鉄鉱などとともに産出する。人形峠付近でウラン鉱石となったものは、人形石と燐灰ウラン石のほか、閃ウラン鉱、燐銅ウラン石、カルノー石、ウラノピル石、ウラノフェン、ベータウラノフェン (Beta-Uranophane)、ランキル石 (Ranquilite)、ウィークス石、リンウラニル石、ジッペ石がある。

## 人形峠とウラン鉱

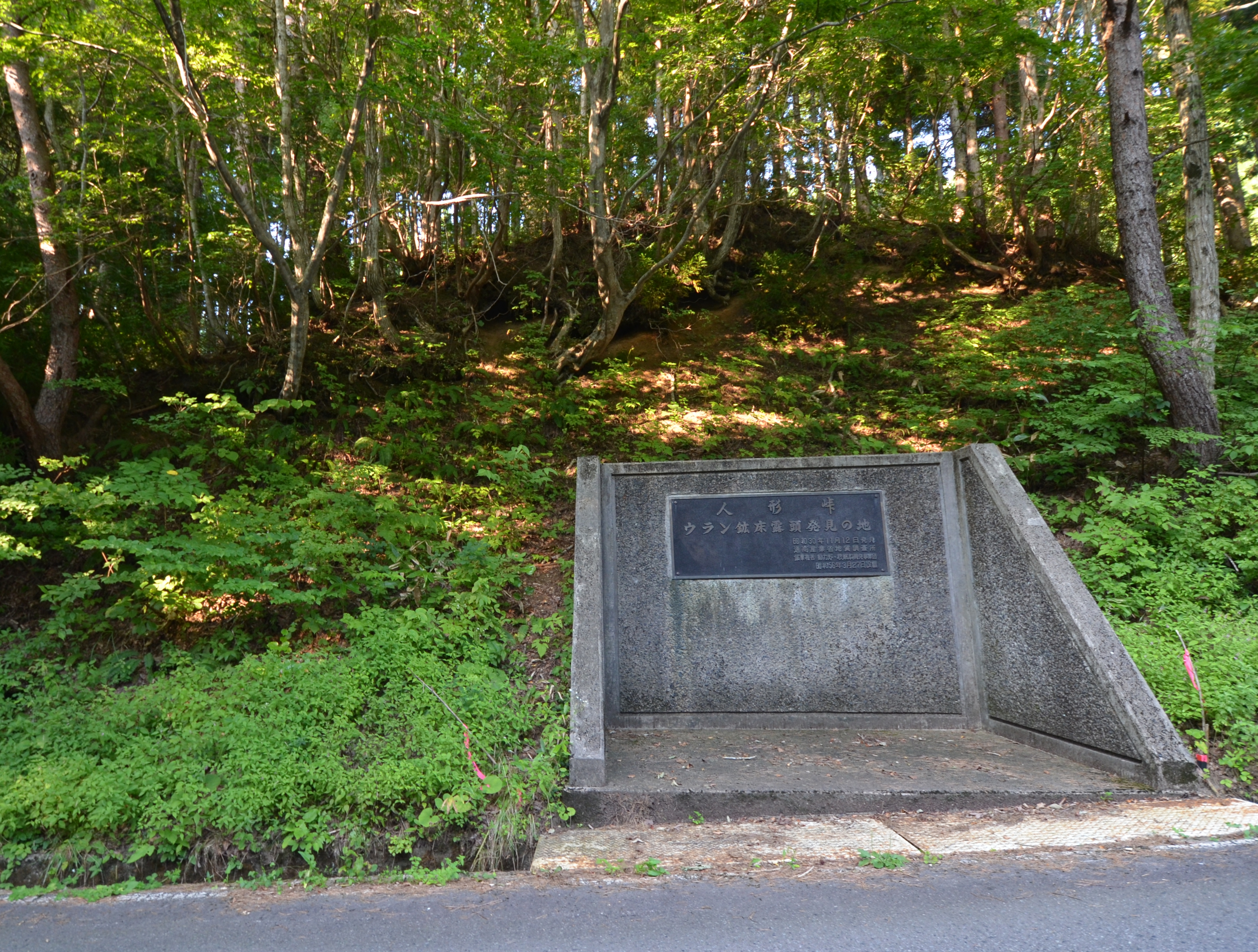
人形峠付近に設置されている『ウラン鉱床露頭発見の地』碑（1981年3月27日建立）

人形峠付近には1955年に発見されたウラン鉱床がある。1960年代から1970年代にはウラン濃縮原型プラントも建設された。現在は採掘は中止されている。

### 人形峠鉱山の発見
1950年代に原子力の利用が確立されると、日本各地でもウラン鉱床の探索が行われるようになった。当時、ウランは花崗岩中に含まれることが多いと考えられており、花崗岩の豊富な中国山地で重点的な調査が行われ、1954年（昭和29年）夏には岡山大学のチームが倉敷市でウラン鉱石を発見した。また、通産省工業技術院地質調査所も倉吉市の小鴨鉱山の含金石英粘土脉でウラン鉱石を確認し、1955年（昭和30年）になると、天神川のさまざまな支流の上流域でウランの鉱脈の存在が確認されるようになった。
航空機にガイガーカウンターを積み込んでの調査（エアボーン調査）、ジープにガイガーカウンターを積み込んで山岳地帯を走行する調査（カーボーン）が併用され、遂に11月12日、地質調査所が峠の頂上からやや鳥取側の道路脇の新第三系基底部で堆積型ウラン鉱の露頭を発見した。それまでに発見された鉱脈にも「小鴨鉱山」や「十二川鉱床」などと、それぞれ名称が付与されていたが、峠付近の鉱床には近くの山である人形仙から「人形峠鉱山」と命名された。これ以来、かつての打札越が「人形峠」と呼ばれるようになった。人形峠鉱山を筆頭に、周辺のウラン鉱山としては、夜次鉱床、赤和瀬鉱床、中津河鉱床、恩原鉱床、辰己峠鉱床、十二川鉱床、神ノ倉鉱床、菅ヶ谷鉱床、長者鉱床などが発見されている。人形峠の鉱床はなかでも高品位で、0.05%から0.06%のウラン鉱石が分布し、日本で唯一、まとまった鉱量の見込めるウラン鉱であると確認された。

### 日本初の濃縮ウラン製造
翌1956年（昭和31年）に原子燃料公社が設立され、8月に人形峠出張所を開設してウラン鉱の調査開発が始まった。当時、ウランの精錬技術については国外の情報が公開されていたものの、日本国内には実際の技術は確立されておらず、基礎的な研究から実務的な工程までが行われた。1959年（昭和34年）には人形峠産のウラン鉱石を基に、茨城県東海村の施設でイエローケーキの精錬にこぎつけ、1961年（昭和36年）には日本初の国産ウラン200kgの製造を実現した。1964年（昭和39年）になると、人形峠に山元試験製錬所が建設し、ウランの採掘から精錬までの技術研究が行われた。ここで初めて製造した塩化ウラニルについても、茨城県東海村の施設へ運ばれた。
1974年（昭和49年）に、ウラン鉱石からイエローケーキを経ずに四フッ化ウランを精製する「一貫精錬方式」の開発に成功し、1979年12月には、日本初の国産濃縮ウランの生産を行った。
この間、原子燃料公社は動力炉・核燃料開発事業団（動燃）に発展し（1967年（昭和42年））、人形峠の施設は人形峠鉱業所となった。さらに鉱業所は1978年（昭和53年）に人形峠事業所に改称している。1980年代になると、核燃料サイクルの技術研究がすすめられ、回収ウランの転換試験が行われた。

### 精錬転換・濃縮施設の役務運転終了

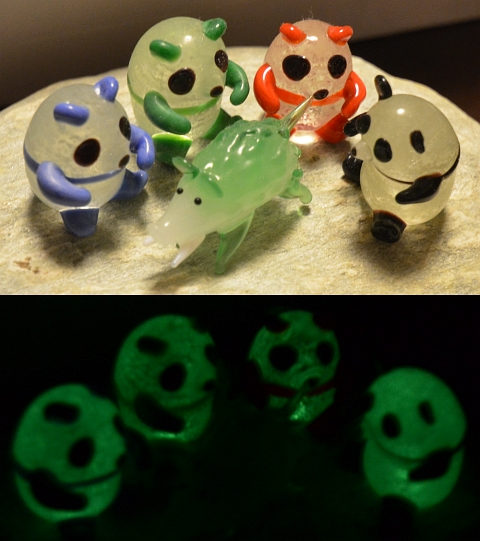
妖精の森ガラス美術館のウランガラス細工が燐光を放つ様子。

1973年のオイルショック期には、ウランの取引価格は高騰のピークを迎えた。ところが、1979年にアメリカで起きたスリーマイル島原子力発電所事故を契機に、ウランの国際的な取引価格は下落し、ピーク時の半分にまで値を下げた。この結果、経済的には、国内でウランを精製するよりも、海外から輸入するほうが安価で安定していることから、人形峠でのウラン鉱の採掘は中止されることになった。政治的な観点からは、稀少なウラン鉱を有事の際の資源として温存するという目的もある。
1998年（平成10年）10月に動力炉・核燃料開発事業団が核燃料サイクル開発機構に改組されると、当施設は人形峠環境技術センターに改組された。その翌年の1999年（平成11年）7月には精錬転換施設、2001年（平成13年）3月にはウラン濃縮原型プラントの役務運転が終了。閉山までに採掘された鉱石は約8万6000トンで、濃縮され取り出されたウランは84トンであった。取り出されたウランは核燃料製造の研究に用いられ、製造された核燃料は実験プラントで用いられて原子力の技術開発を支えた。2005年（平成17年）10月に日本原子力研究開発機構が発足したことにより人形峠環境技術センターとなった。
人形峠など各地のウラン探鉱活動で生じた、微量の放射性を帯びた残土は約45万立方メートル、約100万トンに達するとされるが、鳥取県内に長らく堆積されたままになっていることが1988年（昭和63年）に報道された。そのうち、旧東郷町 (鳥取県)（現湯梨浜町）方面（かたも）地区に残された約3000立方メートルについて地元自治体と動燃が撤去協定を結んだが、人形峠のある岡山県の承諾が得られず、搬送できないままとなっていた。訴訟により、2004年（平成16年）10月に撤去命令が出され、命令を実行できない期間中制裁金を科されることになった。2005年に残土の一部をアメリカへ移送して処理を行ったほか、2006年に人形峠の鳥取県側に残土処理施設を新たに建設してレンガに加工処理を行うことになった。
2008年に処理施設が完成し、搬出された残土は4月から日本原子力研究開発機構によってレンガに加工され、2010年12月13日までに約145万個が製造された。一般向けには「人形峠製レンガ」として販売している。このレンガにはごく微量のウランが含まれているが、レンガの放射線量は平均0.22μSv/hで花崗岩と同じ程度のため安全としており、文部科学省の新庁舎のほか、現在までに各地で花壇や歩道の整備などに使われている。また、妖精の森ガラス美術館ではウラン化合物を利用してウランガラスの製作を行っている。

### 鉱山跡措置等の研究開発
ウラン濃縮プラント閉鎖後は放射性廃棄物の処理技術の研鑽を主業務とし、2005年（平成17年）10月に日本原子力研究開発機構人形峠環境技術センターとなった後は、滞留ウランの除去や回収、遠心分離機等の解体処理の技術開発などの研究が行われている。なお、かつてのウラン坑道は一般公開され見学することもできる。
2021年1月20日、原子力規制委員会は人形峠環境技術センターのウラン濃縮原型プラントなど加工施設について2040年度に解体を完了するとした廃止措置計画を認可した。

## 人形峠を題材にした作品
- 「人形峠でみた少年」（高野寛アルバム「CUE」内収録曲）
- さいとうたかを「人形峠大殺戮」（劇画）ISBN 9784845829903
- 『まんが日本昔ばなし』「人形峠」
- ゲゲゲの鬼太郎「化け蜘蛛」
- 「神仏習合怪し話 宵闇人形峠」（山本正之アルバム「SOLO弾きの夜」内収録曲）
- 人形峠  GANMA作品 [方條ゆとり＋望月菓子]